# Uniper
Uniper SE er en tysk energikoncern med hovedkvarter i Düsseldorf. Uniper blev etableret efter en omstrukturering i E.ON 1. januar 2016. De varetager elproduktion fra kul, naturgas og kernekraft. De har ca. 11.000 anssatte i 40 lande. Finske Fortum ejer 56 % af virksomheden.